# Canton de Tauves
Le canton de Tauves est une ancienne division administrative française située dans le département du Puy-de-Dôme en région Auvergne. Il a été supprimé en 2015, à la suite du redécoupage des cantons du département : ses six communes ont intégré le canton du Sancy.

## Géographie
Ce canton est organisé autour de Tauves dans l'arrondissement d'Issoire. Son altitude varie de 520 m (Larodde) à 1 328 m (Saint-Sauves-d'Auvergne) pour une altitude moyenne de 814 m.

## Histoire
- De 1833 à 1848, les cantons de Tauves et de La Tour-d'Auvergne avaient le même conseiller général. Le nombre de conseillers généraux était limité à 30 par département[1].
- Les redécoupages des arrondissements intervenus en 1926 et 1942 n'ont pas affecté le canton de Tauves.
- Le canton a été supprimé en 2015 à la suite du redécoupage des cantons du département, appliqué le 25 février 2014 par décret : les 6 communes intègrent le nouveau canton du Sancy[2].

## Représentation

### Conseillers généraux de 1833 à 2015
| Période | Période                   | Identité                              | Étiquette         | Qualité                                                                                             |
| ------- | ------------------------- | ------------------------------------- | ----------------- | --------------------------------------------------------------------------------------------------- |
| 1833    | 1833 (décès)              | Jean Moulin                           |                   | Secrétaire général de préfecture, juge de paix Député (1815-1816)                                   |
| 1833    | 1836                      | Baron Prosper de Barante              | Libéral           | Ambassadeur, écrivain, historien Pair de France, Député (1815-1816) Propriétaire à Dorat            |
| 1836    | 1842                      | Emile Fauverteix                      |                   | Notaire, maire de Saint-Sauves, conseiller d'arrondissement                                         |
| 1842    | 1848                      | Gabriel Moulin                        | Droite Orléaniste | Ancien Directeur des Cultes Avocat général à la Cour de Riom Député (1845-1848)                     |
| 1848    | 1871                      | Charles Guibail                       |                   | Magistrat à Moulins, maire d'Avèze                                                                  |
| 1871    | 1883                      | Léon Bertrand                         | Droite            | Avocat, maire de Tauves                                                                             |
| 1883    | 1886 (décès)              | Emile Fauverteix                      | Républicain       | maire de Saint-Sauves                                                                               |
| 1886    | 1887 (décès)              | Charles Antoine Pailloncy (1851-1887) | Républicain       | Notaire, maire de Larodde                                                                           |
| 1887    | 1895                      | Jules Goyon                           | Républicain       | Médecin, conseiller d'arrondissement                                                                |
| 1895    | 1899 (décès)              | Léon Bertrand                         | Droite            | Avocat puis docteur en médecine, maire de Tauves                                                    |
| 1899    | 1907                      | Louis Seguin                          | Droite            | Avocat à la Cour d'appel de Riom                                                                    |
| 1907    | 1912 (décès)              | Annet Serre                           | Rad.              | Maire d'Avèze, conseiller d'arrondissement                                                          |
| 1912    | 1919                      | Antoine Molinier                      | Rad.              | Négociant à Tauves, conseiller d'arrondissement                                                     |
| 1919    | 1925                      | Alexis Guillaume                      | RG                | Maire d'Avèze                                                                                       |
| 1925    | 1939 (décès)              | Jean-Louis Garenne                    | Rad.              | Entrepreneur Maire de Tauves                                                                        |
| 1939    | 1943 (démission d'office) | Jean-Eugène Papon (1908-1971)         | SFIO              | Boucher Maire de Larodde Révoqué par le Gouvernement de Vichy, résistant                            |
|         |                           |                                       |                   | |
| 1942    | 1945                      | Claude Bernard                        | Défense paysanne  | Minotier Maire de Tauves, conseiller d'arrondissement Nommé conseiller départemental en 1942        |
|         |                           |                                       |                   | |
| 1945    | 1951                      | Claude Bernard                        | DVD-RGR           | Négociant à Tauves                                                                                  |
| 1951    | 1958                      | Paul Boyer (1907-1964)                | CNI               | Maire de Tauves                                                                                     |
| 1958    | 1994                      | Pierre Bouchaudy                      | SFIO puis PS      | Médecin rural Maire de Tauves Député suppléant (1967-1986) Président du conseil général (1988-1992) |
| 1994    | 2002                      | Fernand Urlande                       | PS                | Chef d'entreprise Maire de Tauves                                                                   |
| 2002    | 2015                      | Christophe Serre                      | UMP               | Permanent politique Maire de Tauves depuis 2008                                                     |

### Conseillers d'arrondissement (de 1833 à 1940)
| Période                                  | Période | Identité                   | Étiquette             | Qualité |
| ---------------------------------------- | ------- | -------------------------- | --------------------- | --- |
| 1833                                     | 1852    | François Fauverteix        |                       | Notaire, adjoint au maire de Saint-Sauves                                                                   |
| 1852                                     | 1871    | Pierre-Louis Bertrand      |                       | Procureur de la République à Aurillac (Cantal)                                                              |
| 1871                                     | 1883    | Louis Bapt                 |                       | Instituteur et négociant à Tauves                                                                           |
| 1883                                     | 1886    | Charles Pailloncy          |                       | Notaire à Larodde                                                                                           |
| 1886                                     | 1887    | Jules Goyon                | Républicain           | Médecin |
| 7 août 1887                              | 1889    | Jean-Émile Riberolles      |                       | Docteur en médecine à Saint-Sauves                                                                          |
| 1889                                     | 1904    | Auguste-Laurent-Émile Brun |                       | Greffier de la justice de paix à Tauves                                                                     |
| 1904                                     | 1907    | Annet Serre                | Radical               | Maire d'Avèze                                                                                               |
|                                          |         |                            |                       | |
| 1919                                     | 1922    | Jean Perry-Souchal         |                       | Maire de Saint-Sauves                                                                                       |
| 1922                                     | 1934    | Jean Serre                 | Républicain démocrate | Cultivateur, maire d'Avèze                                                                                  |
| 1934                                     | 1940    | Claude Bernard (1879-1968) | Défense paysanne      | Minotier, maire de Tauves                                                                                   |
| 1940                                     |         |                            |                       | Les conseils d'arrondissement ont été suspendus par la loi du 12 octobre 1940 et n'ont jamais été réactivés |
| Les données manquantes sont à compléter. |         |                            |                       | |

## Composition
Le canton de Tauves groupait 6 communes et comptait 2 586 habitants en 2012 (population municipale).
| Nom                     | Code Insee | Intercommunalité       | Population (dernière pop. légale) |
| ----------------------- | ---------- | ---------------------- | --------------------------------- |
| Tauves (chef-lieu)      | 63426      | CC Dômes Sancy Artense | 790 (2014)                        |
| Avèze                   | 63024      | CC Dômes Sancy Artense | 184 (2014)                        |
| Labessette              | 63183      | CC Dômes Sancy Artense | 61 (2014)                         |
| Larodde                 | 63190      | CC Dômes Sancy Artense | 267 (2014)                        |
| Saint-Sauves-d'Auvergne | 63397      | CC Dômes Sancy Artense | 1 119 (2014)                      |
| Singles                 | 63421      | CC Dômes Sancy Artense | 167 (2014)                        |

## Démographie
| 1962  | 1968  | 1975  | 1982  | 1990  | 1999  | 2006  | 2011  | 2012  |
| ----- | ----- | ----- | ----- | ----- | ----- | ----- | ----- | ----- |
| 4 271 | 3 912 | 3 601 | 3 413 | 3 042 | 2 817 | 2 705 | 2 587 | 2 586 |